# Babil
Babil ou Babilônia (em árabe: بابل; romaniz.: Bābil) é uma das 19 províncias do Iraque. Possui uma área de cerca de 5 800 km² e uma população estimada em pouco mais de dois milhões de habitantes, segundo o censo de 2018 do Ministério de Planejamento iraquiano. Sua capital fica em Hila.
O território da província possuí uma altitude média de 35 metros acima do nível do mar e o clima predominante é o desértico, com baixas chuvas e temperaturas máximas que chegam aos 50°C durante o verão.
O nome da província vem da antiga cidade da Babilônia (uma das mais antigas do mundo), cujas ruínas se localizam a cerca de 40 km ao norte da atual capital (Hila) e tem se tornado uma importante atração turística para o país, assim como atraído estudiosos iraquianos e de diferentes partes do mundo.

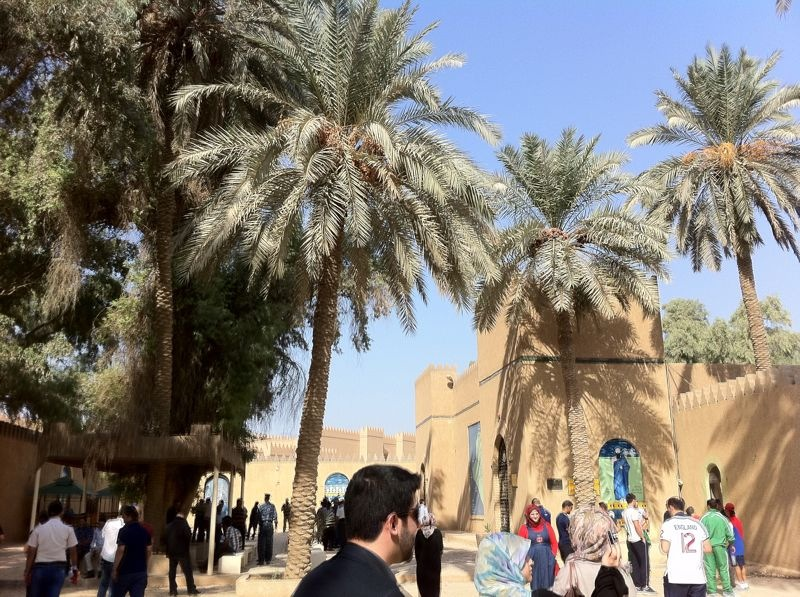
Turistas e locais visitando a antiga cidade de Babilônia (localizada na província)

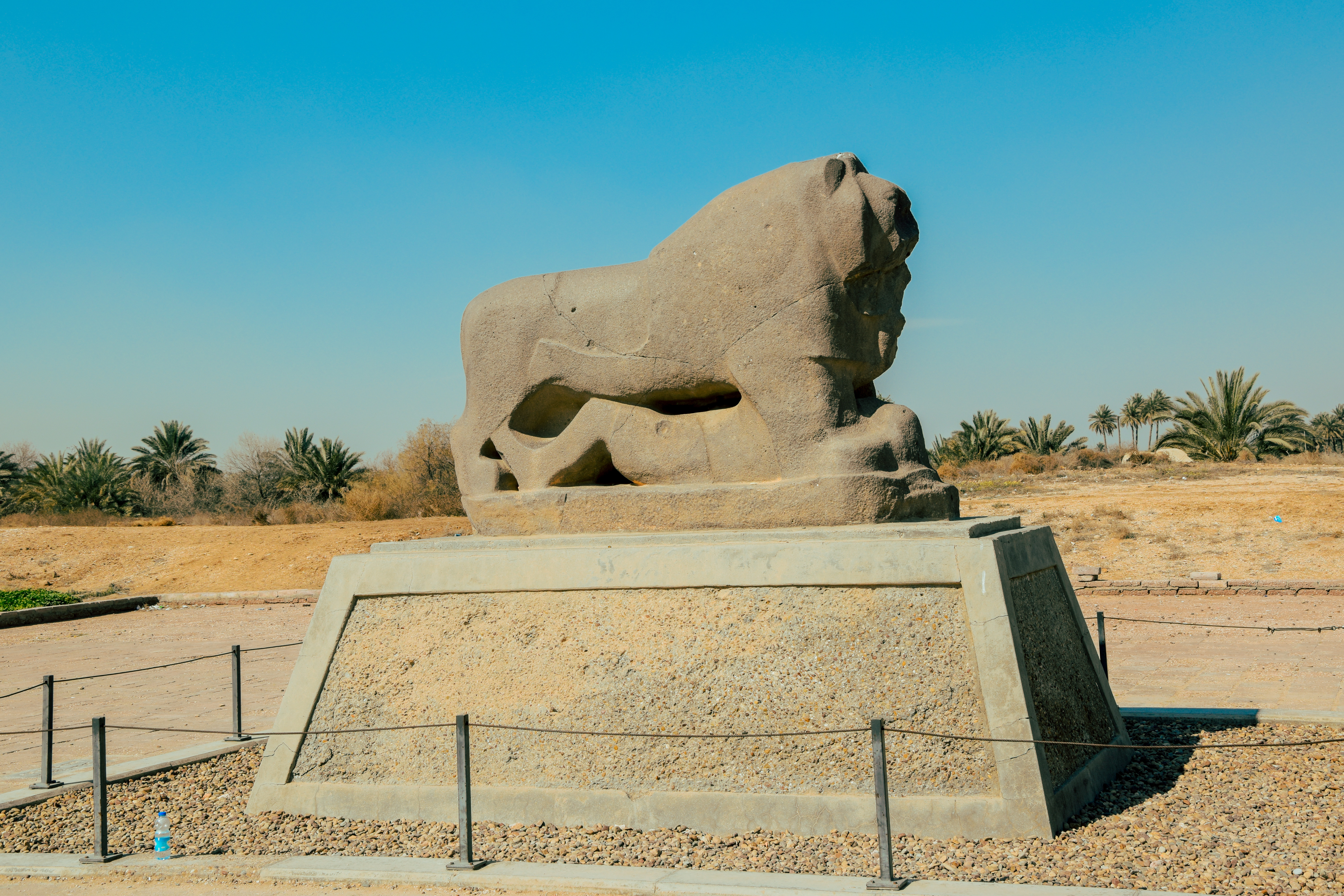
"Leão da Babilônia", uma das estátuas mais antigas do mundo, patrimônio histórico e atração turística de Hila

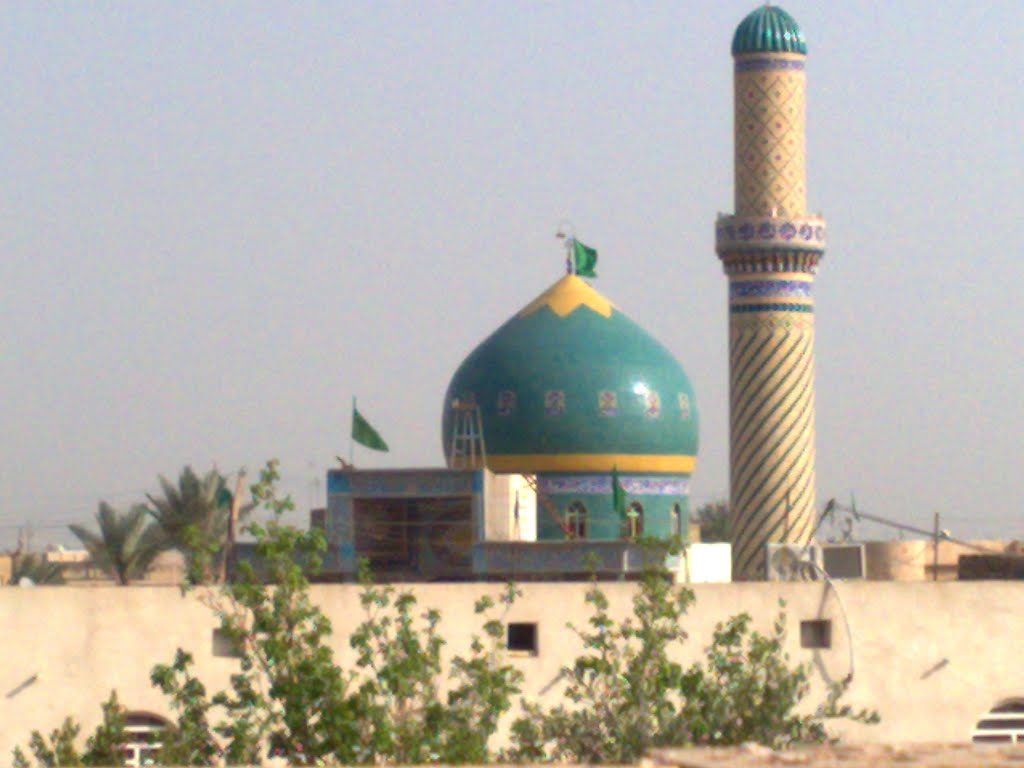
O santuário de Musa al-Kadhim na cidade de Abu Ghraib

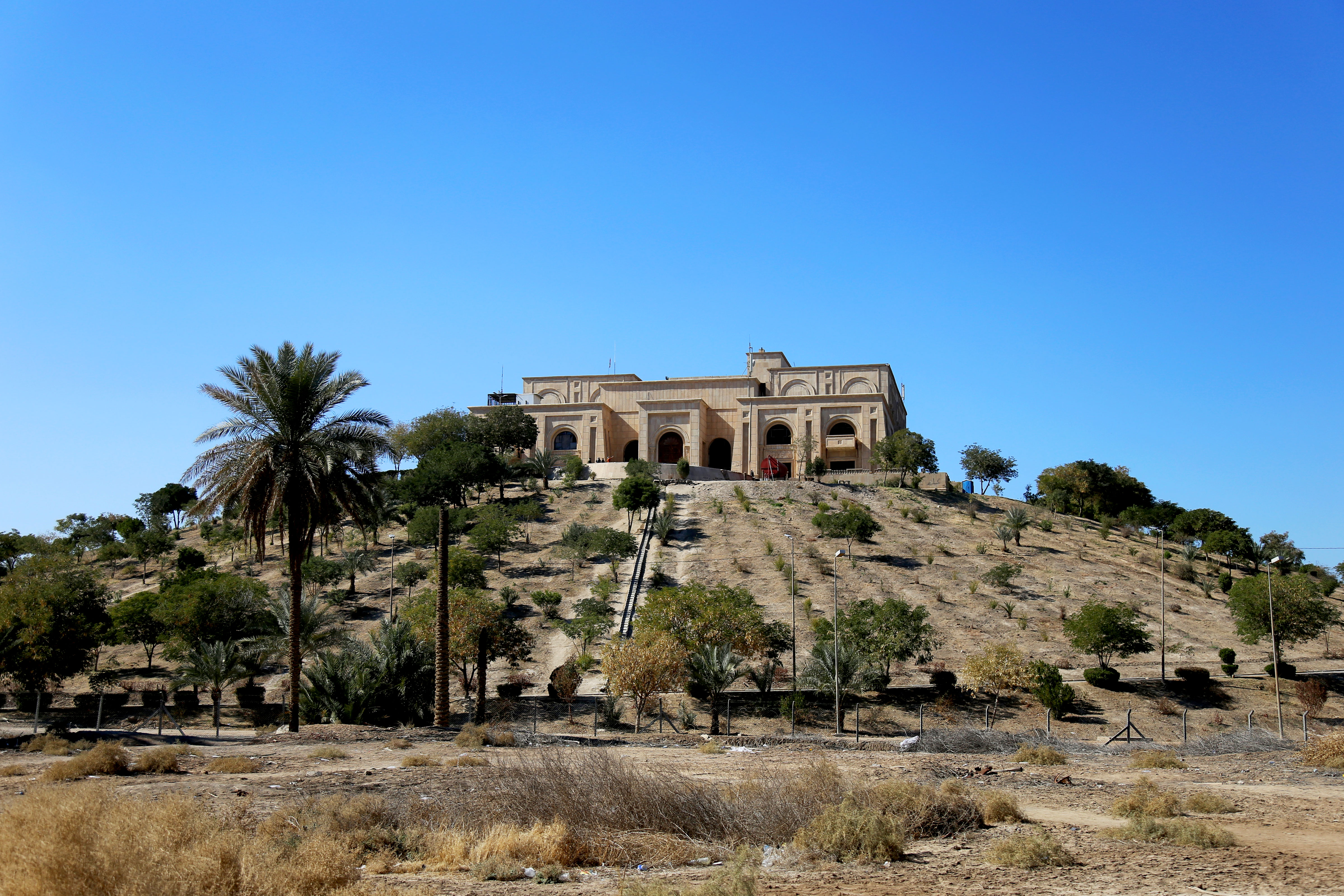
Palácio de Saddam Hussein, idealizado como uma reconstituição de um antigo palácio babilônio, na cidade de Hila (capital da província)